# Sclerocactus warnockii
Sclerocactus warnockii ist eine Pflanzenart in der Gattung Sclerocactus aus der Familie der Kakteengewächse (Cactaceae). Ein englischer Trivialname ist „Warnock Cactus“.

## Beschreibung
Sclerocactus warnockii wächst einzeln mit eiförmigen, dicht bedornten Trieben, die bei Durchmessern von 5 bis 7 Zentimetern Wuchshöhen von 7 bis 11 Zentimetern erreichen. Es sind 13 bis 21 seitlich zusammengedrückte Rippen vorhanden, die deutlich in Höcker gegliedert sind. Die 4 bis 6 geraden Mitteldornen sind ockerfarben mit einer dunkleren Spitze und 1,2 bis 2,5 Zentimeter lang. Der unterste von ihnen ist abwärts gerichtet. Die 12 bis 14 Randdornen ähneln den Mitteldornen. Sie sind unregelmäßig ausgebreitet und 2 bis 2,5 Millimeter lang.
Die rosafarbenen bis weißen Blüten sind 2 bis 2,5 Zentimeter lang und weisen ebensolche Durchmesser auf. Die mehr oder weniger kugelförmig Früchte sind trocken und erreichen Durchmesser von etwa 6 Millimetern.

## Verbreitung, Systematik und Gefährdung
Sclerocactus warnockii ist in den Vereinigten Staaten im Bundesstaat Texas sowie in den mexikanischen Bundesstaaten Chihuahua und Coahuila verbreitet.
Die Erstbeschreibung als Neolloydia warnockii erfolgte 1969 durch Lyman David Benson. Nigel Paul Taylor stellte die Art 1987 in die Gattung Sclerocactus. Weitere nomenklatorische Synonyme sind Echinomastus warnockii (L.D.Benson) Glass & R.A.Foster (1975) und Pediocactus warnockii (L.D.Benson) Halda (1998).
In der Roten Liste gefährdeter Arten der IUCN wird die Art als „Least Concern (LC)“, d. h. als nicht gefährdet geführt.

## Nachweise